# Leonhard Fronsperger
Leonhard Fronsperger, auch Fronsberger, (* um 1520 in Ulm oder in Bayern; † 23. Mai 1575 in Ulm) war ein deutscher Militärschriftsteller.

## Leben
Fronsperger lernte in jungen Jahren das Kriegswesen kennen und band sich eng an die habsburgischen Kaiser. So ist es der Unterstützung durch Karl V. zu verdanken, dass Fronsperger 1548 das Ulmer Bürgerrecht erwerben und sich dort niederlassen konnte. Er diente zwischen 1553 und 1573 vielfach im kaiserlichen Heer, wurde 1566 von Kaiser Maximilian II. im ersten österreichischen Türkenkrieg zum Feldgerichtsschultheißen ernannt und erhielt nach seinem Kriegseinsatz eine kaiserliche Pension. In Ulm wurde er daraufhin vom Stadtrat zum Militärsachverständigen berufen. Er verunglückte dort bei einer Inspektion.
Seine Schriften behandeln das gesamte Kriegswesen seiner Zeit. Das bedeutendste Werk ist sein Kriegsbuch (3 Teile, Frankfurt am Main 1573). Zu seinen weiteren Schriften gehören auch philosophische Werke. Dazu gehört die Schrift Von dem Lob deß Eigen Nutzen (Frankfurt/Main, 1564), die ihn zu einem Vorgänger der Mandeville’schen Eigennutz-Lehre (siehe Mandeville-Paradox) macht.
Fronsperger war zweimal verheiratet und hatte drei Söhne.

## Rezeption
Für den Historiker Markus Völkel beginnt mit Fronspergers Kriegsbuch die „imponierende Reihe älterer deutscher Militärtheoretiker“.

## Werke (Auswahl)
- Besatzung. Frankfurt am Mayn 1563 (Digitalisat von Google Bücher)
- Von Kayserlichen Kriegßrechten, 1566 (Digitalisat von Google Bücher)
- Geistliche Kriegß-Ordnung, 1565 (Digitalisat von Google Bücher)
- Kriegsbuch, Frankfurt am Main 1573